# Kuo Ťin-lung
Kuo Ťin-lung (čínsky pchin-jinem Guō Jīnlóng, znaky 郭金龙; * červenec 1947 Nanking) je čínský politik, v současné době místopředseda ústřední komise pro vedení kulturního a etického pokroku a člen politbyra ÚV Komunistické strany Číny. Mezi lety 2008 a 2012 Kuo působil jako starosta Pekingu a mezi lety 2012 a 2017 jako tajemník pekingského výboru komunistické strany. Jako starosta Pekingu byl při letních olympijských hrách roku 2008 v Pekingu předsedou organizačního výboru pro olympijské hry (BOCOG). Před svou kariéru v Pekingu působil v letech 2000 až 2004 jako tajemník stranického výboru v Tibetské autonomní oblasti a od roku 2004 do roku 2007 v provincii An-chuej.

## Život a kariéra
Kuo Ťin-lung se narodil v Nankingu. Vystudoval Nankingskou univerzitu v oboru fyziky a roku 1979 vstoupil do Komunistické strany Číny (KS Číny). Pracoval nejprve v okrese Čung, ve S’-čchuanu (později součástí Čchung-čchingu) jako technik v místním odboru pro vodní díla. Později zde také pracoval jako sportovní trenér, instruktor propagandy a předseda okresní školské rady, než byl zvolen na místo předsedy okresního soudu. Poté pracoval na provinčním zemědělském úřadu. V roce 1987 získal první politickou funkci, stal se zástupcem tajemníka výboru strany v Le-šanu a v roce 1990 tajemníkem.
V prosinci 1993 se přestěhoval do Lhasy, aby zde mohl vykonávat funkci náměstka tajemníka výboru strany v Tibetské autonomní oblasti, a v roce 2000  byl povýšen na post tajemníka tibetského výboru strany. Hrál zásadní roli ve výstavbě železnice spojující provincii Čching-chaj s Tibetem.
Roku 2004 byl přeložen z Tibetu do provincie An-chuej, kde se stal tajemníkem provinčního výboru KS Číny a roku 2005 i předsedou stálého výboru anchuejského lidového shromáždění. Po odchodu Wanga Čchi-šana z místa starosty Pekingu, Kuo zamířil do Pekingu, kde 30. listopadu 2007 převzal pozici úřadujícího starosty. Potvrzen byl na této funkci 26. ledna 2008. Roku 2008 působil jako výkonný předseda pekingského organizačního výboru pro letní olympijské hry. Dne 3. července 2012, několik měsíců před 18. sjezdem KS Číny, byl jmenován tajemníkem pekingské organizace strany. Na sjezdu strany v listopadu téhož roku byl povýšen na 25. člena politbyra ÚV Komunistické strany Číny. Dne 27. května 2017 se Kuo vzdal místa tajemníka strany v Pekingu a byl vystřídán Cchaj Čchim. Poté byl  jmenován místopředsedou ústřední komise pro vedení kulturního a etického pokroku. Kuo Ťin-lung byl v letech 1997–2002 kandidátem a poté do roku 2017 členem ústředního výboru Komunistické strany Číny.